# Ортуни
Ортуни (на гръцки: Ορθούνι, катаревуса Ορθούνιον, Ортунион) е село в Република Гърция, разположено на остров Крит. Селото е част от дем Платанияс и има население от 131 души.

## Личности
Родени в Ортуни
- Георгиос Стратинакис (1882 – 1972), гръцки революционер, деец на Гръцката въоръжена пропаганда в Македония